# Autovía A-1
Die Autovía A-1 oder Autovía del Norte ist eine Autobahn in Spanien und Teil der Europastraße 5. Die Autobahn beginnt in Madrid und endet im Baskenland in Irun. Die A-1 stellt eine der beiden Hauptrouten von Frankreich nach Spanien dar. Sie geht auf die spanische Nationalstraße N-I zurück.
Die Strecke von Burgos bis Armiñon bei Vitoria ist gebührenpflichtig und heißt dort daher AP-1. Ein Teil der AP-1 befindet sich in Bau und verläuft von Vitoria nach Eibar, wo sie mit der A-8 zusammenkommt. Dieser Teil der AP-1 darf jedoch nicht mit der gebührenfreien A-1 verwechselt werden, die von Vitoria über Alsasua, den Etxegarate-Pass und Tolosa nach San Sebastián und zur französischen Grenze führt.

## Streckenverlauf

### Abschnitte
| Kurzbezeichnung des Abschnitts | Abschnitt | km | Eröffnung        | |
| ------------------------------ | --------- | --- | ---------------- | --- |
| 1                              | A-1       | Madrid Nudo de Manoteras M-30 – Alcobendas (süd) | 5,9              | 2 Fahrbahnen pro Richtung: 1965 Nudo de Manoteras: 1975 3 Fahrbahnen pro Richtung: 1991 |
| 2                              | A-1       | Variante Alcobendas und San Sebastián de los Reyes | 7,1              | 1992 |
| 3                              | A-1       | San Sebastián de los Reyes-San Agustín del Guadalix | 12,3             | 2 Fahrbahnen pro Richtung: 1968 3 Fahrbahnen pro Richtung (Abschnitt San Sebastián de los Reyes-Enlace RACE): Genehmigung ausstehend 3 Fahrbahnen pro Richtung (Abschnitt Einfahrt RACE-San Agustín de Guadalix): Projekt zurückgestuft |
| 4                              | A-1       | San Agustín del Guadalix-El Molar (süd) | 6,4              | 2 Fahrbahnen pro Richtung: 1989 3 Fahrbahnen pro Richtung: Genehmigung ausstehend |
| 5                              | A-1       | Variante El Molar | 6,79             | 2009 |
| 6                              | A-1       | El Molar (nord)-Venturada 3,6 | 1989             | |
| 7                              | A-1       | Venturada-Cabrera | 13,2             | 1992 |
| 8                              | A-1       | Cabrera-Buitrago | 11               | 1990 |
| 9                              | A-1       | Variante Buitrago | 4                | 1990 |
| 10                             | A-1       | Buitrago (nord) – Kreuzung N-110 | 16               | 1992 |
| 11                             | A-1       | Kreuzung N-110-Boceguillas (süd) | 12,2             | 1989 |
| 12                             | A-1       | Variante Boceguillas | 2,7              | 1990 |
| 13                             | A-1       | Boceguillas (nord)-Carabias (süd) | 10,3             | 1990 |
| 14                             | A-1       | Variante Carabias | 1,6              | 1992 |
| 15                             | A-1       | Carabias (nord)-Milagros | 15,9             | 1989 |
| 16                             | A-1       | Milagros-Aranda de Duero | 19,1             | 1992 |
| 17                             | A-1       | Aranda de Duero-Lerma | 35,3             | 1992 |
| 18                             | A-1       | Lerma (nord)-Sarracín Kreuzung N-234 | 31               | 1992 |
| 19                             | A-1       | Sarracín Kreuzung N-234 – Burgos Sur (BU-30), Nudo de Landa | 5,9              | 1991? |
| 20                             | A-1       | Umfahrung Burgos | 11,5             | 1984 |
| 21                             | A-1       | Burgos (ost) (BU-30)-Rubena | 5,8              | 2008 |
| 22                             | A-1       | Miranda de Ebro (ost)-Vitoria (west) ursprünglich 2 Fahrbahnen pro Richtung: Rivabellosa-Aríñez Rivabellosa-Aríñez (Erweiterung auf 3 Fahrbahnen) Armiñón-Industriegebiet Llanos (Erweiterung auf 3 Fahrbahnen) Industriegebiet Llanos-Aríñez | 19,1 5,9 9,1 5,1 | 1974 2009 2006 2001? |
| 23                             | A-1       | Nordumfahrung Vitoria-Gasteiz: 1. Abschnitt: Ariñez – Einfahrt Gamarra Einfahrt Gamarra-Argómaniz | 13,8 8,9         | 1990? 1997 |
| 24                             | A-1       | Argomaniz-Iruraiz-Gauna | 9,5              | 1997 |
| 25                             | A-1       | Iruraiz-Gauna-Egino | 15,5             | 1996 |
| 26                             | A-1       | Egino-Alsasua | 6,2              | 1998 |
| 27                             | A-1       | Alsasua-Provinzgrenze Burgos | 7,1              | 2002 |
| 28                             | N-I       | Puerto de Etxegarate (Richtung Madrid) Provinzgrenze Navarra – Urtsuaran (Richtung Irún) | 8,4              | 2002 2003 |
| 29                             | N-1       | Urtsuaran-Idiazábal (süd) | 2,7              | 2002 |
| 30                             | N-1       | Variante Idiazábal | 3,4              | 1997 |
| 31                             | N-1       | Idiazábal (nord)-Beasain (Einfahrt GI-632) | 2                | 1992? |
| 32                             | N-1       | Beasain (Einfahrt GI-632)-Beasain Tunnel | 2,8              | 1992 |
| 33                             | N-1       | Beasain (Tunnel)-Legorreta | 5,7              | 1991? |
| 34                             | N-1       | Legorreta-Icazteguieta | 3,5              | 1988? |
| 35                             | N-1       | Icazteguieta-Tolosa | 8,2              | 1986? |
| 36                             | N-1       | Tolosa-Irura | 7                | 1978? |
| 37                             | N-1       | Irura-Andoáin | 10               | 1977? |
| 38                             | N-1       | Andoáin-Oria | 7                | 1977? |
| 39                             |           | Oria-Añorga | 2                | 1974 |
| 40                             |           | Verbindung Lasarte-Gl-20 | 1,4              | 1999 |
| 41                             |           | Variante San Sebastián | 8                | 1972 |
| 42                             |           | Variante Errenteria | 3                | 1999 |

## Streckenführung

### Abschnitt Madrid – Aranda de Duero – Burgos – Rubena
| Position | höchstzulässige Geschwindigkeit (km/h) | km                           | Richtung (Frankreich)                                                       | Richtung (Madrid)                                                                    | Anschluss an      | Fahrbahnen (Richtung Frankreich) | Fahrbahnen (Richtung Madrid) |
| -------- | -------------------------------------- | ---------------------------- | --------------------------------------------------------------------------- | ------------------------------------------------------------------------------------ | ----------------- | -------------------------------- | ---------------------------- |
| 90       | km 10                                  | Beginn der Autovía del Norte | Ende der Autovía del Norte M-30 Avenida de Pío XII A-2 A-3 A-42             | M-30                                                                                 | 3                 | 3                                |                              |
| 2        | 90                                     | 1B                           |                                                                             | M-11 Flughafen Feria de Madrid                                                       | M-11              | 3                                | 3                            |
| 3        | 90                                     | 1A                           |                                                                             | M-30 Paseo de Castellana M-607 Colmenar Viejo A-6 A-5                                | M-30              | 3                                | 3                            |
| 4        | 90                                     | 11                           |                                                                             | Avda. Burgos Bahnhof Madrid Chamartín Bahnhof Las Tablas Einkaufszentrum Sanchinarro |                   | 3                                | 3                            |
| 5        | 100                                    | 12-13                        | Fuencarral La Moraleja vía de servicio M-40 R-2 beide Richtungen            | M-40 beide Richtungen Flughafen Feria de Madrid                                      | M-40              | 3                                | 3                            |
| 6        | 100                                    | 14                           | Alcobendas (west) El Soto Einkaufszentrum                                   |                                                                                      |                   | 3                                | 3                            |
| 7        | 100                                    | 15                           |                                                                             | Fuencarral-La Moraleja                                                               |                   | 3                                | 3                            |
| 8        | 100                                    | 16                           | M-616 Alcobendas Industriegebiet M-607                                      | M-616 Alcobendas Industriegebiet M-607                                               | M-616             | 3                                | 3                            |
| 9        | 100                                    | 17                           | Alcobendas-San Sebastián de los Reyes M-12 Barajas M-40 R-2 Einkaufszentrum | Alcobendas-San Sebastián de los Reyes M-12 Barajas M-40 R-2 Einkaufszentrum          | M-12              | 3                                | 3                            |
| 10       | 120                                    | 19                           | vía de servicio San Sebastián de los Reyes                                  |                                                                                      |                   | 3                                | 3                            |
| 11       | 120                                    | 20                           | San Sebastián de los Reyes Krankenhaus Industriezone                        |                                                                                      |                   | 3                                | 3                            |
| 12       | 120                                    | 21                           | M-50 R-2 Flughafen E 90 A-2 M-45 Saragossa                                  | M-50 R-2 Flughafen E 90 A-2 M-45 Madrid Saragossa                                    | M-50              | 3                                | 3                            |
| 13       | 120                                    | 23                           | Cobeña Algete vía de servicio                                               |                                                                                      | M-100             | 3                                | 3                            |
| 14       | 120                                    | 24                           | vía de servicio                                                             | vía de servicio<;br />San Sebastián de los Reyes Cobeña Algete                       | M-100             | 3                                | 3                            |
| 15       | 120                                    | 26                           | vía de servicio                                                             |                                                                                      |                   | 3                                | 3                            |
| 16       | 120                                    | 28                           | RACE Stadtgebiet                                                            | RACE Stadtgebiet vía de servicio                                                     |                   | 2                                | 2                            |
| 17       | 120                                    | 29                           |                                                                             | vía de servicio                                                                      |                   | 2                                | 2                            |
| 18       | 120                                    | 30                           | vía de servicio Industriegebiet (süd)                                       | vía de servicio Industriegebiet (süd)                                                |                   | 2                                | 2                            |
| 19       | 120                                    | 34                           | vía de servicio San Agustín del Guadalix Colmenar Viejo                     | San Agustín del Guadalix Colmenar Viejo                                              | M-104             | 2                                | 2                            |
| 20       | 120                                    | 36                           | San Agustín del Guadalix Industriegebiet                                    | San Agustín del Guadalix Industriegebiet                                             |                   | 2                                | 2                            |
| 21       | 120                                    | 38                           | Camino de Servicio                                                          | Camino de Servicio                                                                   |                   | 2                                | 2                            |
| 22       | 120                                    | 41                           | vía de servicio El Molar (süd) Pedrezuela                                   | El Molar (süd) Pedrezuela                                                            |                   | 2                                | 2                            |
| 23       | 120                                    | 45                           | El Vellón El Molar (Stadt)                                                  | El Vellón El Molar (Stadt)                                                           | M-129             | 2                                | 2                            |
| 24       | 120                                    | 47                           | El Vellón - Pedrezuela - El Molar (nord)                                    | El Vellón - Pedrezuela - El Molar (nord)                                             | M-122             | 2                                | 2                            |
| 25       | 120                                    | 49                           | Venturada                                                                   | Venturada                                                                            |                   | 2                                | 2                            |
| 26       | 120                                    | 50                           | Venturada Guadalix de la Sierra Torrelaguna                                 | Venturada Guadalix de la Sierra Torrelaguna                                          | N-320 M-608       | 2                                | 2                            |
| 27       | 120                                    | 55                           |                                                                             | Cabanillas de la Sierra Bustarviejo                                                  | M-631             | 2                                | 2                            |
| 28       | 120                                    | 57                           | vía de servicio Cabrera Valdemanco                                          | vía de servicio Cabrera Valdemanco                                                   | M-610             | 2                                | 2                            |
| 29       | 120                                    | 60                           | vía de servicio Cabrera El Berrueco                                         | vía de servicio Cabrera El Berrueco                                                  | M-127             | 2                                | 2                            |
| 30       | 120                                    | 65                           | vía de servicio                                                             | vía de servicio                                                                      |                   | 2                                | 2                            |
| 31       | 120                                    | 66                           | Lozoyuela Sieteiglesias                                                     | Lozoyuela Sieteiglesias                                                              | M-131             | 2                                | 2                            |
| 32       | 120                                    | 67                           | vía de servicio Lozoyuela Mangirón                                          |                                                                                      | M-135             | 2                                | 2                            |
| 33       | 120                                    | 68                           |                                                                             | vía de servicio Lozoyuela Mangirón                                                   | M-135             | 2                                | 2                            |
| 34       | 120                                    | 69                           | P.N. Sierra de Guadarrama Lozoya Rascafría                                  | P.N. Sierra de Guadarrama Lozoya Rascafría                                           | M-604             | 2                                | 2                            |
| 35       | 120                                    | 72                           | cambio de sentido                                                           |                                                                                      |                   | 2                                | 2                            |
| 36       | 120                                    | 74                           | vía de servicio Buitrago del Lozoya Villavieja del Lozoya                   | vía de servicio Buitrago del Lozoya                                                  | M-634             | 2                                | 2                            |
| 37       | 120                                    | 75                           |                                                                             | vía de servicio Buitrago del Lozoya Villavieja del Lozoya                            |                   | 2                                | 2                            |
| 38       | 120                                    | 76                           | vía de servicio Gandullas Buitrago del Lozoya                               |                                                                                      |                   | 2                                | 2                            |
| 39       | 120                                    | 79                           | vía de servicio La Serna del Monte Piñuécar                                 | La Serna del Monte Piñuécar                                                          | 2                 | 2                                |                              |
| 40       | 120                                    |                              |                                                                             | vía de servicio                                                                      |                   | 2                                | 2                            |
| 41       | 120                                    | 83                           | vía de servicio área de descanso La Acebeda-Aoslos                          | vía de servicio área de descanso La Acebeda-Aoslos                                   |                   | 2                                | 2                            |
| 42       | 120                                    | 85                           | Horcajo de la Sierra-Aoslos                                                 | Horcajo de la Sierra-Aoslos                                                          |                   | 2                                | 2                            |
| 43       | 120                                    | 87                           | vía de servicio Robregordo                                                  | vía de servicio Robregordo                                                           |                   | 2                                | 2                            |
| 44       | 120                                    | 91                           | vía de servicio Somosierra                                                  |                                                                                      |                   | 2                                | 2                            |
| 45       | 80                                     |                              | Juan Manuel Morón García (Tunnel) Länge: 620 m                              | Juan Manuel Morón García (Tunnel) Länge: 620 m                                       |                   | 2                                | 2                            |
| 46       | 120                                    | 92                           |                                                                             | vía de servicio Somosierra                                                           |                   | 2                                | 2                            |
| 47       | 120                                    |                              | Puerto de Somosierra (Höhe: 1444 m)                                         | Puerto de Somosierra (Höhe: 1444 m)                                                  |                   | 2                                | 2                            |
| 48       | 120                                    |                              | Kastilien und León Provinz Segovia km. 95                                   | Autonome Gemeinschaft Madrid km. 95                                                  |                   | 2                                | 2                            |
| 49       | 120                                    | 99                           | vía de servicio Santo Tomé del Puerto Segovia                               | vía de servicio Santo Tomé del Puerto Segovia                                        | N-110             | 2                                | 2                            |
| 50       | 120                                    |                              | vía de servicio Cerezo de Abajo Cuéllar                                     |                                                                                      | SG-205            | 2                                | 2                            |
| 51       | 120                                    | 103-104                      | Cerezo de Abajo Cuéllar                                                     | vía de servicio Cerezo de Arriba Bahnhof La Pinilla Riaza-Soria SG 205 Cuéllar       | N-110             | 3                                | 2                            |
| 52       | 120                                    | 107                          | Cerezo de Abajo Cuéllar                                                     | vía de servicio Cerezo de Arriba Bahnhof La Pinilla Riaza-Soria SG 205 Cuéllar       |                   | 2                                | 2                            |
| 53       | 120                                    | 109                          | vía de servicio Sotos de Sepúlveda -Sotillo                                 | vía de servicio Sotos de Sepúlveda -Sotillo                                          |                   | 2                                | 2                            |
| 54       | 120                                    | 110                          | Castillejo de Mesleón Riaza Sepúlveda                                       | Castillejo de Mesleón Riaza Sepúlveda                                                |                   | 2                                | 2                            |
| 55       | 120                                    |                              |                                                                             | Báscula (Mautstelle)                                                                 |                   | 2                                | 2                            |
| 56       | 120                                    | 115                          | vía de servicio Boceguillas                                                 |                                                                                      |                   | 2                                | 3                            |
| 57       | 120                                    | 116-117                      | Boceguillas Sepúlveda                                                       | Boceguillas Sepúlveda                                                                | SG-232            | 2                                | 2                            |
| 58       | 120                                    | 118                          |                                                                             | vía de servicio Grajera Boceguillas                                                  |                   | 2                                | 2                            |
| 59       | 120                                    | 121                          | vía de servicio Encinas                                                     | vía de servicio Encinas                                                              |                   | 2                                | 2                            |
| 60       | 120                                    | 123                          | Fresno de la Fuente Grajera                                                 |                                                                                      |                   | 3                                | 2                            |
| 61       | 120                                    | 124                          |                                                                             | Fresno de la Fuente Grajera                                                          |                   | 3                                | 2                            |
| 62       | 120                                    |                              | cambio de sentido                                                           | cambio de sentido                                                                    |                   | 2                                | 2                            |
| 63       | 120                                    | 130                          | vía de servicio Carabias                                                    |                                                                                      |                   | 2                                | 2                            |
| 64       | 120                                    | 131                          |                                                                             | vía de servicio Carabias                                                             |                   | 2                                | 2                            |
| 65       | 120                                    | 133-134                      | área de descanso Villaverde de Montejo                                      | Villaverde de Montejo                                                                |                   | 2                                | 2                            |
| 66       | 120                                    | 136-137                      | Honrubia de la Cuesta                                                       | área de descanso Honrubia de la Cuesta                                               |                   | 2                                | 2                            |
| 67       | 120                                    | 140                          | Honrubia de la Cuesta                                                       | Honrubia de la Cuesta                                                                |                   | 2                                | 2                            |
| 68       | 120                                    |                              | Provinz Burgos km. 141                                                      | Provinz Segovia km. 141                                                              |                   | 2                                | 2                            |
| 69       | 120                                    | 143-144                      | Pardilla-Fuentenebro                                                        | Pardilla-Fuentenebro                                                                 |                   | 2                                | 2                            |
| 70       | 120                                    | 146-147                      | vía de servicio Milagros-Fuentelcésped-Campillo de Aranda                   | vía de servicio Milagros                                                             |                   | 2                                | 2                            |
| 71       | 120                                    |                              |                                                                             | vía de servicio                                                                      |                   | 2                                | 2                            |
| 72       | 120                                    | 152-153                      | vía de servicio Krankenhaus Fuentespina-Aranda de Duero (süd)               | vía de servicio Krankenhaus Fuentespina-Aranda de Duero (süd)                        |                   | 2                                | 2                            |
| 73       | 120                                    | 154                          | Aranda de Duero (süd) Soria Valladolid                                      | Aranda de Duero (süd) Soria Valladolid                                               | N-I A-11          | 2                                | 2                            |
| 74       | 120                                    | 158                          | Industriegebiet Allendeduero Aranda de Duero-Valladolid-Soria               | Industriegebiet Allendeduero Aranda de Duero-Valladolid-Soria                        | N-122             | 2                                | 2                            |
| 75       | 120                                    | 159                          | Aranda de Duero - Villalba de Duero - Palencia                              | Aranda de Duero - Villalba de Duero - Palencia                                       | CL-619            | 2                                | 2                            |
| 76       | 120                                    | 164-165                      | vía de servicio Aranda de Duero (nord)                                      | vía de servicio Aranda de Duero (nord) Segovia                                       | CL-603            | 2                                | 2                            |
| 77       | 120                                    | 168                          | Gumiel de Izán-Villanueva de Gumiel-Caleruega                               | Gumiel de Izán-Peñaranda de Duero                                                    |                   | 2                                | 2                            |
| 78       | 120                                    | 171                          | vía de servicio Gumiel de Mercado Quintana del Pidio                        | vía de servicio Gumiel de Mercado Gumiel de Izán-Caleruega Quintana del Pidio        |                   | 2                                | 2                            |
| 79       | 120                                    | 176                          | vía de servicio Oquillas Pinilla Trasmonte                                  | vía de servicio Gumiel de Mercado-Oquillas-La Aguilera                               |                   | 2                                | 2                            |
| 80       | 120                                    | 180                          | Bahabón de Esgueva-Cabañes de Esgueva                                       | Bahabón de Esgueva                                                                   |                   | 2                                | 2                            |
| 81       | 120                                    | 182                          |                                                                             | Bahabón de Esgueva-Santibáñez de Esgueva-Santibáñez de Esgueva                       |                   | 2                                | 2                            |
| 82       | 120                                    | 185                          | Pineda Trasmonte Cilleruelo de Abajo                                        | Cabañes de Esgueva-Roa-Pineda Trasmonte                                              |                   | 2                                | 2                            |
| 83       | 120                                    |                              | vía de servicio                                                             |                                                                                      |                   | 2                                | 2                            |
| 84       | 120                                    | 189                          | vía de servicio Cilleruelo de Abajo Bahnlinie Fontioso                      | vía de servicio Cilleruelo de Abajo Bahnlinie Fontioso                               |                   | 2                                | 2                            |
| 85       | 120                                    | 196                          | Quintanilla de la Mata                                                      |                                                                                      |                   | 2                                | 2                            |
| 86       | 120                                    | 198                          | Quintanilla de la Mata-Villafruela                                          | Quintanilla de la Mata-Villafruela                                                   | BU-114            | 2                                | 2                            |
| 87       | 120                                    | 200                          | vía de servicio Lerma (süd) Santo Domingo de Silos                          |                                                                                      | BU-900            | 2                                | 2                            |
| 88       | 120                                    | 202                          | Lerma (Stadt) Bahnlinie                                                     | Lerma (Stadt) Bahnlinie                                                              |                   | 2                                | 2                            |
| 89       | 120                                    | 203                          | vía de servicio Notfallparkplatz Lerma (nord) Villalmanzo Palencia          | vía de servicio Notfallparkplatz Lerma (nord) Palencia                               | N-622             | 2                                | 2                            |
| 90       | 120                                    | 204                          |                                                                             | Villalmanzo Industriegebiet                                                          |                   | 2                                | 2                            |
| 91       | 120                                    | 210                          | Villamayor de los Montes-Torrecilla del Monte                               | Villamayor de los Montes-Torrecilla del Monte                                        |                   | 2                                | 2                            |
| 92       | 120                                    | 213                          | Madrigalejo del Monte Montuenga Industriegebiet                             | Madrigalejo del Monte                                                                |                   | 2                                | 2                            |
| 93       | 120                                    | 214                          |                                                                             | vía de servicio Montuenga                                                            |                   | 2                                | 2                            |
| 94       | 120                                    | 215                          | área de descanso                                                            |                                                                                      |                   | 2                                | 2                            |
| 95       | 120                                    | 216                          | Madrigal del Monte                                                          | Madrigal del Monte                                                                   |                   | 2                                | 2                            |
| 96       | 120                                    | 219                          | Valdorros                                                                   | área de descanso Valdorros                                                           |                   | 2                                | 2                            |
| 97       | 120                                    | 221                          | Cogollos                                                                    | Cogollos (süd)                                                                       |                   | 2                                | 2                            |
| 98       | 120                                    | 223                          |                                                                             | Cogollos (nord)                                                                      |                   | 2                                | 2                            |
| 99       | 120                                    | 225                          | vía de servicio                                                             | vía de servicio                                                                      |                   | 2                                | 2                            |
| 100      | 120                                    |                              | vía de servicio                                                             | vía de servicio                                                                      |                   | 2                                | 2                            |
| 101      | 120                                    | 230                          | Sarracín-Soria                                                              | Sarracín-Soria                                                                       | N-234             | 2                                | 2                            |
| 102      | 100                                    | 232-233                      | vía de servicio Notfall Sammelstelle Villariezo                             | vía de servicio Notfall Sammelstelle Villariezo                                      |                   | 2                                | 2                            |
| 103      | 100                                    | 234-235                      | vía de servicio cambio de sentido                                           | vía de servicio cambio de sentido                                                    |                   | 3                                | 3                            |
| 101      | 90                                     | 235-236                      | BU-11 N-623 Burgos (Stadt) BU-30 E-80 A-62 Valladolid A-231 León            | BU-11 Burgos E-80 BU-30 A-62 Valladolid A-231 León                                   | BU-11 BU-30       | Gabelung                         | Gabelung                     |
| 102      | 120                                    | 238                          | Burgos (Stadt)                                                              | Burgos (Stadt) Santander                                                             | N-623             | 3                                | 3                            |
| 103      | 80                                     | 242-244                      | E-5 E-80 Burgos AP-1 Vitoria Bilbao Logroño                                 | E-5 E-80 Burgos AP-1 Vitoria Logroño                                                 | E-5 E-80 AP-1     | Gabelung                         | Gabelung                     |
| 104      | 100                                    | 245                          | Burgos (Stadt)-Logroño Flughafen Burgos                                     | Burgos (Stadt)-Logroño Flughafen Burgos                                              | N-120             | 2                                | 2                            |
| 105      | 100                                    |                              |                                                                             | Industriegebiet                                                                      |                   | 2                                | 2                            |
| 106      | 100                                    | 246A                         | vía de servicio Burgos (Stadt) C/ Vitoria Villafría                         |                                                                                      | N-I               | 2                                | 2                            |
| 107      | 100                                    | 246B                         | BU-30 A-73 N-623 Santander                                                  |                                                                                      | BU-30             | 2                                | 2                            |
| 107      |                                        | 249                          | 100                                                                         | BU-30 A-73 N-623 Santander Burgos (Stadt) C/ Vitoria c/ A.M. Cobos                   | BU-30             | 2                                | 2                            |
| 108      | 120                                    | 251                          | Villafría-Rubena-Vitoria                                                    | Villafría-Rubena-Madrid-Vitoria                                                      | N-I E-5 E-80 AP-1 | Gabelung                         | 2                            |
| 109      | 100                                    | km 251                       | Rubena, weiter als N-I Briviesca-Vitoria                                    | Rubena                                                                               | N-I               |                                  |                              |

### Abschnitt Miranda de Ebro – Vitoria – Alsasua – San Sebastián
| Position | höchstzulässige Geschwindigkeit (km/h) | Richtung (Frankreich) | Richtung (Madrid) | Anschluss an (Straße)                                                     |                                 |
| -------- | -------------------------------------- | --------------------- | --- | ------------------------------------------------------------------------- | ------------------------------- |
| 100      | km 321                                 | Miranda de Ebro       | Miranda de Ebro weiter als N-I                                                                                                 | N-I                                                                       |                                 |
| 2        | 120                                    | 323                   | Rivabellosa Ribaguda Arasur | via de servicio Rivabellosa Ribaguda Arasur                               | A-4305 A-4304                   |
| 3        | 120                                    | 325                   | Laguardia-Logroño | Laguardia-Logroño                                                         | N-124                           |
| 4        | 120                                    | 328                   | Armiñón A-4104 Estavillo A-3310 Manzanos E 5 E 80 AP-1 Burgos AP-68 Logroño – Bilbao                                           | Armiñón A-4104 Estavillo E 5 E 80 AP-1 Burgos AP-68 Logroño – Bilbao      | E 5 E 80 AP-1                   |
| 5        | 120                                    |                       | Kastilien und León, Provinz Burgos km. 329                                                                                     | Autonome Gemeinschaft Baskenland, Álava km. 329                           |                                 |
| 6        | 120                                    | 334                   | La Puebla de Arganzón-Treviño                                                                                                  | La Puebla de Arganzón-Treviño                                             | CL-127                          |
| 7        | 100                                    |                       | Peña María (Tunnel) 500 m (Richtung Vitoria)                                                                                   | Peña María (Tunnel) 306 m (Richtung Burgos)                               |                                 |
| 8        | 120                                    |                       | Kastilien und León Provinz Burgos km. 329                                                                                      |                                                                           |                                 |
| 10       | 120                                    |                       | Peña María (Tunnel) Länge: 500 Meter                                                                                           | Peña María (Tunnel) Länge: 306 Meter                                      |                                 |
| 11       | 120                                    |                       | Autonome Gemeinschaft Baskenland Álava km. 336                                                                                 | Kastilien und León Provinz Burgos km. 336                                 |                                 |
| 12       | 120                                    | 340                   | Nanclares de la Oca Los Llanos                                                                                                 | Nanclares de la Oca Los Llanos                                            | A-2622                          |
| 13       | 120                                    | 341                   | zona de servicio Subijana de Álava, Subillabide, Mendoza                                                                       |                                                                           | A-3302                          |
| 14       | 120                                    | 343                   | Vitoria-Gasteiz (Stadt)-Hegoalde/Sur                                                                                           |                                                                           | N-102                           |
| 15       | 120                                    | 345                   | Júndiz Aduana T.I.R. A-4302 | Júndiz                                                                    |                                 |
| 16       | 120                                    | 347-348               | Vitoria-Gasteiz Industriegebiet Ali-Gobeo Mendoza                                                                              |                                                                           | A-3302                          |
| 17       | 120                                    |                       | Área de Servicio de Lopidana                                                                                                   | Área de Servicio de Lopidana                                              |                                 |
| 18       | 120                                    | 352                   | N-622 Vitória Flughafen AP-68 Bilbao E 5 E 80 AP-1 Donostia-San Sebastián                                                      | N-622 E 5 E 80 AP-1 Frankreich E-804 AP-68 Bilbao Flughafen Vitória Lakua | N-622                           |
| 19       | 120                                    | 355                   | N-240 Vitoria-Gasteiz-Durango-Bilbao, E 5 E 80 AP-1 Frankreich                                                                 | N-240 Vitoria-Gasteiz-Durango-Bilbao, E 5 E 80 AP-1 Frankreich            | N-240                           |
| 20       | 120                                    | 357                   | | te, Estella-Lizarra                                                       | A-2134                          |
| 21       | 120                                    |                       | | Área de Servicio de Zurbano                                               |                                 |
| 22       | 120                                    | 364-367               | Vitoria-Gasteiz, Arana-Argómaniz-Ozaeta                                                                                        | Vitoria-Gasteiz, Arana-Argómaniz-Ozaeta                                   | N-104                           |
| 23       | 120                                    |                       | | Vitoria-Gasteiz, Arana, Argómaniz, Ozaeta                                 |                                 |
| 24       | 120                                    | 367                   | Alegría-Etxabarri Urtupiña-Dallo                                                                                               |                                                                           | A-3100                          |
| 25       | 120                                    | 370                   | | Alegría Dallo                                                             | A-3140 A-4005                   |
| 26       |                                        | 375                   | Industriegebiet Agurain-Gazeo                                                                                                  | Industriegebiet Agurain-Gazeo                                             | A-3100                          |
| 27       |                                        | 379-380               | Agurain-Gazeo | Agurain-Gazeo                                                             | A-2128                          |
| 28       | 120                                    | 385                   | Araia-San Román | Araia-San Román                                                           | A-3020                          |
| 29       | 120                                    | 389                   | Eguino-Aspárrena |                                                                           | A-3138                          |
| 30       | 120                                    | 391                   | | via de servicio Eguino-Aspárrena                                          | A-3138                          |
| 31       | 120                                    |                       | | Egino, Andoin                                                             | A-3138                          |
| 32       | 120                                    |                       | Navarra, km. 391 | Autonome Gemeinschaft Baskenland, Álava, km. 391                          | NA-2410                         |
| 33       | 120                                    | 392                   | via de servicio Ziordia | via de servicio Ziordia                                                   | NA-2410                         |
| 34       | 120                                    | 395                   | Olazagutía Urbasa Estella | Olazagutía Urbasa Estella                                                 |                                 |
| 35       | 120                                    | 396                   | Olazagutía Urbasa |                                                                           |                                 |
| 36       | 120                                    | 397                   | A-10 Pamplona | Olazagutía Urbasa A-10 Pamplona                                           |                                 |
| 37       | 120                                    | 398                   | vía de servicio Alsasua Isasia                                                                                                 | Alsasua Isasia                                                            | NA-2410                         |
| 38       | 120                                    | 399                   | Alsasua Isasia | Alsasua Isasia                                                            | NA-6505                         |
| 39       | 100                                    | Tunnel                | Murgil (Tunnel, Länge 290 m)                                                                                                   | Murgil (Tunnel, Länge 290 m)                                              | Tunnel                          |
| 40       | 120                                    | 401                   | via de servicio | via de servicio                                                           | NA-1000                         |
| 41       | 100                                    | 405                   | Zegama | Zegama                                                                    | NA-1001                         |
| 42       | 120                                    |                       | Autonome Gemeinschaft Baskenland, Gipuzkoa km. 405                                                                             | Navarra km. 405                                                           |                                 |
| 43       | 100                                    |                       | Echegàrate (Tunnel) Länge 650 m                                                                                                | Echegàrate (Tunnel) Länge 350 m                                           |                                 |
| 44       | 100                                    |                       | Tunnel (Name unbekannt) Länge 91 Meter                                                                                         | Tunnel (Name unbekannt) Länge 71 Meter                                    | Tunnel                          |
| 45       | 100                                    |                       | Camino de Servicio |                                                                           |                                 |
| 46       | 100                                    | 409                   | Ursuarán | Ursuarán                                                                  | GI-3431                         |
| 47       | 100                                    |                       | | via de Servicio                                                           |                                 |
| 48       | 100                                    | 412                   | Idiazabal | Idiazabal                                                                 |                                 |
| 49       | 100                                    | 416                   | Idiazabal-Mutiloa-Segura-Ceráin-Zegama                                                                                         | Idiazabal-Mutiloa-Segura-Ceráin-Zegama                                    | GI-2637                         |
| 50       | 100                                    | 417                   | Olaberria | via de servicio Olaberria                                                 | GI-3560                         |
| 51       | 100                                    | 418                   | Zumarraga-Bergara | Zumarraga-Bergara                                                         | Gl-632                          |
| 52       | 100                                    |                       | via de servicio | Zumadi                                                                    |                                 |
| 53       | 100                                    | 419                   | Beasain Lazkao-Ataun | Beasain Lazkao-Ataun                                                      | GI-2120                         |
| 54       | 100                                    |                       | Beasain (Tunnel) Lànge: 300 m                                                                                                  | Beasain (Tunnel) Länge: 300 m                                             | Tunnel                          |
| 55       | 100                                    | 420                   | Ordizia Industriegebiet Universität                                                                                            | Ordizia Industriegebiet Universität                                       |                                 |
| 56       | 100                                    |                       | Ordizia Itsasondo Zaldibia Arama                                                                                               | Ordizia Itsasondo Zaldibia Arama                                          | GI-2133 Gl 2131 Gl 2133 Gl 3871 |
| 57       | 100                                    |                       | via de servizio |                                                                           |                                 |
| 58       | 100                                    |                       | Itsasondo (Tunnel) Länge: 300 m                                                                                                | Itsasondo (Tunnel) Länge: 250 m                                           | Tunnel                          |
| 59       | 100                                    |                       | | via de servizio                                                           |                                 |
| 60       | 100                                    |                       | Legorreta (Tunnel) Länge: 500 m                                                                                                | Legorreta (Tunnel) Länge: 500 m                                           |                                 |
| 61       | 100                                    | 426                   | Legorreta | Legorreta                                                                 | GI-2131                         |
| 62       | 100                                    |                       | Ikaztegieta (Tunnel) Länge: 180 m                                                                                              | Ikaztegieta (Tunnel) Länge: 180 m                                         |                                 |
| 63       | 100                                    |                       | Tunnel (Name unbekannr) 100 m                                                                                                  | Tunnel (Name unbekannt) 100 m                                             |                                 |
| 64       | 100                                    | 428                   | via de servicio Alegría de Oria Ikaztegieta                                                                                    | via de servicio Ikaztegieta                                               | GI-2131                         |
| 65       | 100                                    | 431                   | Alegría de Oria | Alegría de Oria                                                           | GI-2131                         |
| 66       | 100                                    |                       | | via de servicio                                                           |                                 |
| 67       | 100                                    | 433                   | Azpeitia Tolosa | Azpeitia Tolosa                                                           | GI-2634                         |
| 68       | 100                                    | 434                   | Pamplona Tolosa Leiza | Pamplona Tolosa Leiza                                                     | GI-2135 GI-2130                 |
| 69       | 100                                    | 436                   | Tolosa | Tolosa                                                                    |                                 |
| 70       | 100                                    |                       | via de servicio |                                                                           |                                 |
| 71       | 100                                    | 439                   | Irura Anoeta | Irura Anoeta                                                              | GI-3650                         |
| 72       | 100                                    |                       | | camino de Servicio                                                        |                                 |
| 73       | 100                                    |                       | via de servicio | camino de servicio                                                        |                                 |
| 74       | 100                                    |                       | | via de servicio                                                           |                                 |
| 75       | 100                                    | 441                   | Villabona, Amasa | Villabona, Amasa                                                          |                                 |
| 76       | 100                                    | 443                   | Villabona Aduna Asteasu | Villabona Aduna Asteasu                                                   | GI-3610                         |
| 77       | 80                                     | 445                   | Aduna Andoain Pamplona | Pamplona                                                                  | Gl 2631 Gl 3610                 |
| 78       | 80                                     | 446                   | | Andoain Aduna                                                             | Gl 3610 A-15                    |
| 79       | 80                                     | 447A                  | | Andoain                                                                   | Gl 3610                         |
| 80       | 80                                     | 447B                  | Autovía A-15 Hernani E5 E70 E80 AP-1 AP-8 Pasaia Irun Bordeaux Andoáin                                                         | Autovía A-15 Hernani, Urnieta                                             |                                 |
| 81       | 80                                     | 450                   | Lasarte-Oria | via de servicio                                                           |                                 |
| 82       | 80                                     | 451                   | via de servico | Lasarte-Oria                                                              |                                 |
| 83       | 80                                     | 452                   | Lasarte-Oria (Stadt) | Lasarte-Oria, Larrekoetxe                                                 |                                 |
| 84       | 80                                     | 453                   | E5 E70 E80 AP-1 AP-8 Pasaia-Irun -Bayonne                                                                                      | Bilbao, Vitoria, Burgos, Errenteria, Irun, Bordeaux                       | E5 E70 E80 AP-1 AP-8            |
| 85       | 80                                     | km 453                | Anschluss nach GI-11 Gl 2132 Gl-21 San Sebastián (nach Añorga) Gl-11 San Sebastián E5 E70 E80 AP-1 AP-8 Bilbao-Vitoria-Gasteiz | Verbindung von GI-11 Lasarte-Oria                                         | Gl-11                           |

## Größere Städte an der Autobahn
- Madrid
- Aranda de Duero
- Burgos
- Miranda de Ebro
- Vitoria-Gasteiz
- Alsasua
- Tolosa
- San Sebastián
- Irun